# KONAYUKI
「KONAYUKI」（こなゆき）は、阪井あゆみの4枚目のシングル。

## 収録曲
1. KONAYUKI
  - 作詞・作曲：SoulJa 編曲：YANAGIMAN
  - NTV系「音楽戦士 MUSIC FIGHTER」エンディング・テーマ
2. ありがとう ~I miss you~  
  - 作詞・作曲・編曲：Caramel Pod
3. KONAYUKI (Instrumental)
4. ありがとう ~I miss you~ (Instrumental)